# Craspedosis plera
Craspedosis plera là một loài bướm đêm trong họ Geometridae.